# Sebastian Schoenaich-Carolath

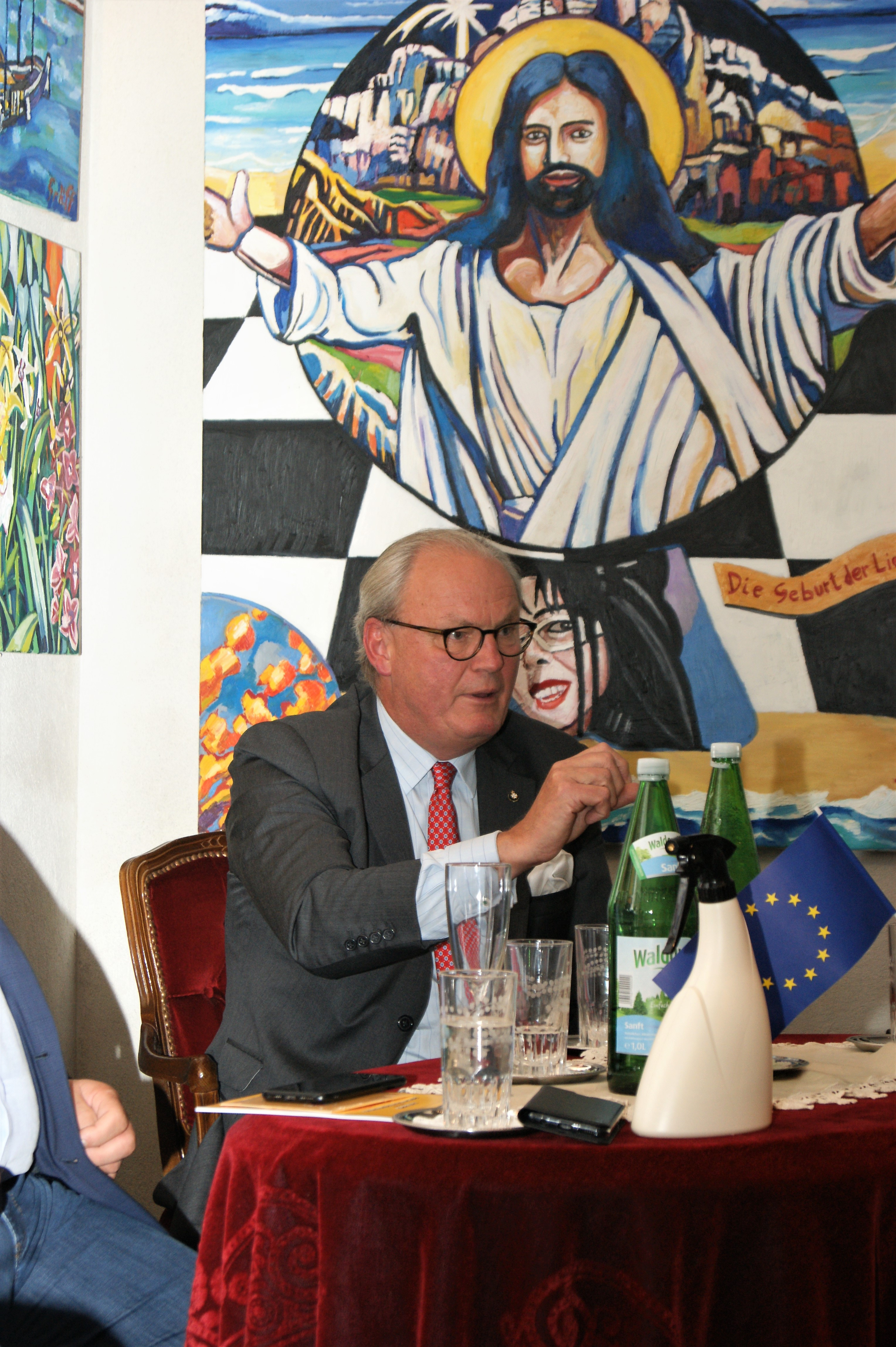
Sebastian Schoenaich-Carolath (2020)

Sebastian Carl Alexander Eduard Sieghard Prinz von Schoenaich-Carolath (* 17. September 1957 in Wien) ist ein deutscher Banker und Diplomat mit österreichischen Wurzeln.

## Biografie

### Ausbildung
Sebastian Prinz von Schoenaich-Carolath wuchs in München auf. Nach seiner Zeit bei der Bundeswehr 1976–1978, wo er als Oberleutnant ausschied, studierte er ab 1978 in München Wirtschaftsingenieurwesen an der Fachhochschule und schloss das Studium im Jahr 1983 mit dem akademischen Grad Diplom-Wirtschaftsingenieur ab. In den Jahren 2011 und 2012 erweiterte er mit dem „Advanced Management Program“ (AMP) an der IESE Business School in Barcelona seine Aus- und Weiterbildung.

### Beruflicher Werdegang
Noch während seiner Studienzeit war Schoenaich-Carolath 1979/1980 für Siemens Südafrika in Johannesburg und 1981/1982 für die Allianz France in Paris tätig. Ab Oktober 1983 begann er als Trainee bei der Deutschen Bank und war in der Bank bis November 1992 in unterschiedlichen Funktionen eingesetzt, von der Zweigstelle bis zum Einsatz in der Risikoabteilung der Zentrale. Ab Januar des Wendejahrs 1990 war er, als einer der Ersten, für die Bank in den Neuen Bundesländern eingesetzt und mit dem Aufbau der Bankstrukturen in Dresden beauftragt. Weitere berufliche Stationen führten ihn als Bankensanierer ab Dezember 1992 in die Vorstände sowie teils als deren Vorsitzender in die Ulmer Volksbank (1992 - 2001), die Berliner Volksbank (2001–2003) und in die Kölner Bank ( 2003-2011). Ab August 2012 war Schoenaich-Carolath Vorstand der DZ-Bank-Tochtergesellschaft DZ Bank Polska S. A, die er in eine Niederlassung der DZ BANK AG umwandelte und anschließend „abwickelte“.
Ab April 2015 wurde Schoenaich-Carolath zum Vorstandsvorsitzenden der staatlichen Abbaugesellschaft Heta Asset Resolution AG nach Österreich berufen, um die Abwicklung der Klagenfurter Hypo Alpe Adria zu verantworten. Deshalb übersiedelte er mit seiner Familie nach Wien. Nach gut zweieinhalb Jahren sah er seine Aufgabe als Abwickler erfüllt und verlängerte deshalb sein Vorstandsmandat nicht.
Seit 16. April 2018 ist Schoenaich-Carolath Botschafter des Souveränen Malteser Ritterordens bei der Republik Österreich.
Von 2004 bis 2015 war Schoenaich-Carolath Bundesfinanzkurator des deutschen Malteser Hilfsdiensts (MHD) und im Aufsichtsrat der Malteser Deutschland gGmbH, der Krankenhaus- und Altenheimträgergesellschaft der deutschen Malteser.
Seit Mitte 2019 ist Schoenaich-Carolath im Aufsichtsrat der größten ukrainischen Bank der Privatbank und der Addiko-BankAG, Wien tätig. Von März 2019 bis Ende Dezember 2020 war er Beiratsvorsitzender eines großen Automobilzulieferers in Deutschland.

### Familie
Prinz von Schoenaich-Carolath ist mit Manuela-Franziska, geborene Gräfin von Walderdorff (* 1959) verheiratet, mit der er sieben Kinder hat.
Er entstammt dem schlesischen Fürstenhaus Carolath-Beuthen. Seine Eltern, Sieghard Hans Udo Prinz von Schoenaich-Carolath und Marie, geborene Gräfin von Mensdorff-Pouilly, haben in Wien geheiratet und sind später nach München gezogen.
Über seine Mutter ist einer seiner Cousins der Lobbyist Alfons Mensdorff-Pouilly.

### Mitgliedschaften und weitere Funktionen
- Seit 1995: Rotary-Mitglied
- 2002–2015: Deutsche Malteser gGmbH, stellvertretender Vorsitzender des Aufsichtsrates, Köln
- 2002–2015: „Federal Trustee Finance, MHD“, Köln
- 2005–2011: Industrie- und Handelskammer zu Köln, Vorsitzender des Geschäftsbereiches Recht und Steuern
- 2007–2011: Deutsches Komitee der Internationalen Handelskammer (ICC Germany), Geld- und Kreditausschuss, Berlin